# 2020 SL1
2020 SL1は、ハワイのハレアカラ天文台で行われたパンスターズの観測で発見されたアポロ群の地球近傍小惑星である。推定直径は0.9–2.0 km (0.56–1.24 mi)。2020年に発見された最大の潜在的に危険な小惑星である。

## 発見
2020 SL1は、2020年9月18日にハワイのハレアカラ天文台で行われたパンスターズの観測で発見された。最初に観測されたとき、見かけの等級が22.3でさんかく座の方向に存在していた。2020 SL1は、地球から1.94天文単位 (290,000,000 km; 180,000,000 mi)離れた位置にあり、毎分0.56秒角の速度で移動していた。
その後、2020 SL1は小惑星センターのNEOCPにP116Atgとして記載された。フォローアップ観測がH21の観測所で実施され、以前に2020年8月28日と9月17日に観測されたレモン山サーベイ（G96）のデータで確認し、2020年9月19日に2020 SL1として公表された。
2020 SL1は2012年11月から2015年1月までのパンスターズのいくつかの以前の観測、およびレモン山サーベイの2012年10月の観測で特定されている。2008年10月25日からの3つのスローン・デジタル・スカイサーベイの画像で、最も初期の既知の観測が特定された。

## 軌道と分類

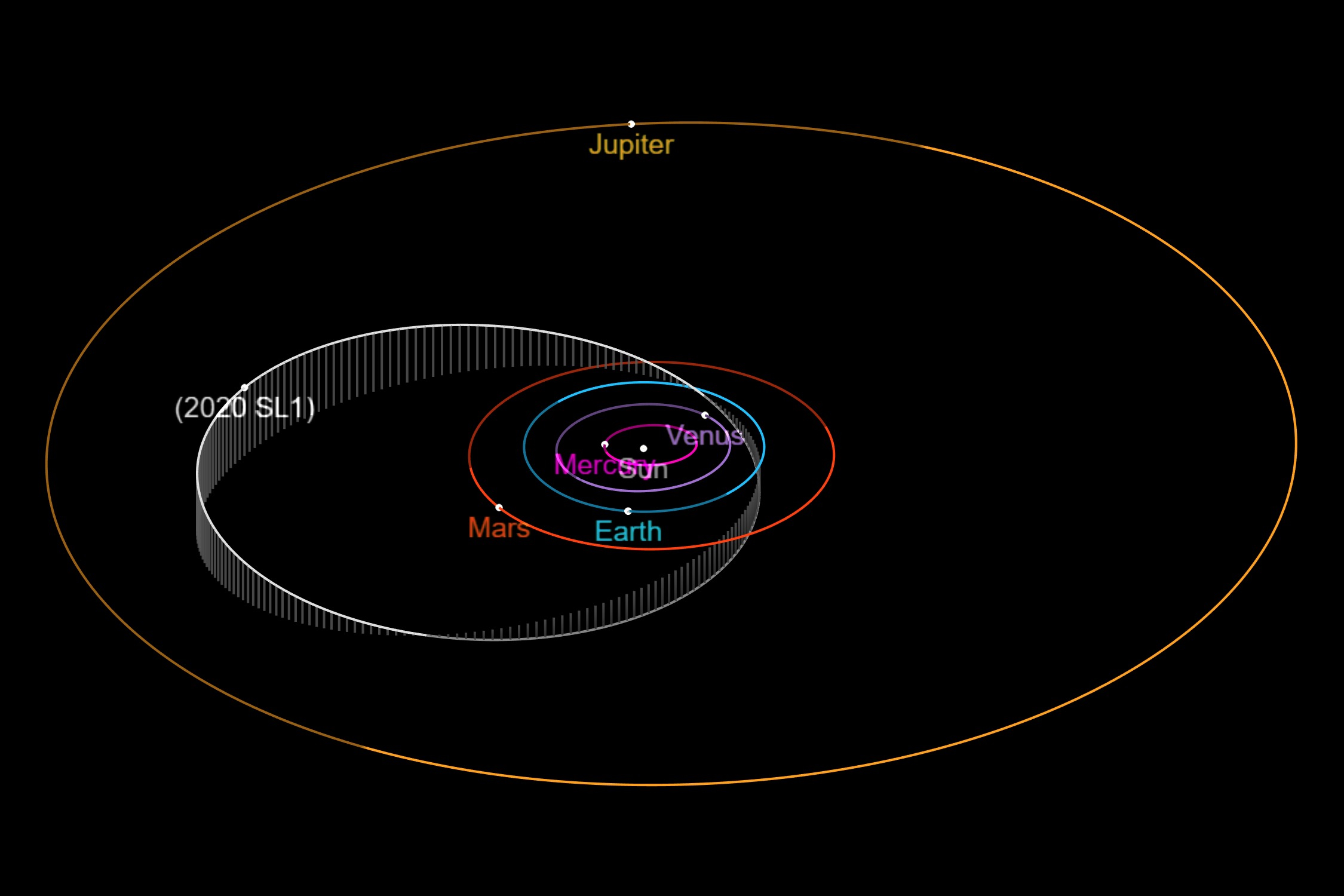
、木星、内側の惑星の軌道図

2020 SL1の公転周期は約3.99年で、平均距離は2.52天文単位である。その軌道は0.64の高い離心率をもち、黄道面に対して14°傾いている。太陽からの距離は近日点で0.91天文単位、遠日点は4.1天文単位で、地球と火星の軌道と交差している。地球の軌道と交差していること、軌道長半径が1天文単位より大きいことから、2020 SL1はアポロ群に分類されている。
2020 SL1の軌道は、12年以上の長い観測期間を持ち、不確定パラメータ1で明確に定義されている。サイズが大きく、最小交差距離が小さいため、潜在的に危険な小惑星に分類されているが、今後200年間は0.1天文単位 (15,000,000 km; 9,300,000 mi)より近い距離で地球に接近することはない。過去200年間で2020 SL1が地球に最も接近したのは、1972年7月10日で、地球から0.073天文単位 (10,900,000 km; 6,800,000 mi)離れた距離を通過した。

## 物理的特性

### 直径とアルベド
絶対等級17.35に基づいて、2020 SL1の幾何アルベドがそれぞれ0.25と0.05の場合、直径は0.9〜2.0キロメートルとなる。これは、2020年に発見された潜在的に危険な小惑星の中では最大であり、絶対等級17.8の2020 QF6がそれに続く。